# Зариньш, Рихард Германович
Ри́хард Ге́рманович За́риньш (латыш. Rihards Zariņš; сам художник предпочитал написание Зарри́ньш; 15 [27] июня 1869, Киегели, Лифляндская губерния — 21 апреля 1939, Рига) — российский и латвийский художник, график, популяризатор латышского народного искусства, автор денежных знаков Российской империи и первых революционных марок Советской России. Автор герба (1921) и денежных знаков Латвии.

## Биография

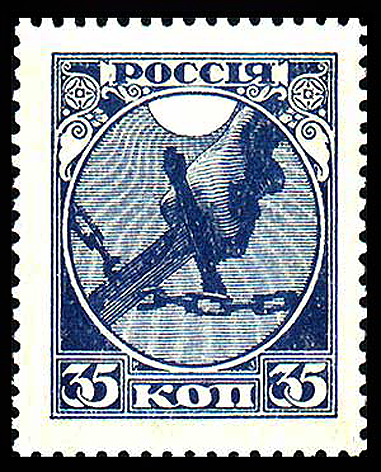
«Рука с мечом, разрубающим цепь» — первая почтовая марка Советской России (1918), изготовленная по эскизу Зариньша

Рихард Зариньш родился 27 июня 1869 года в Лифляндской губернии. Его отец был управляющим в имении Киегели. Вскоре он покинул имение и перешёл на бумажную фабрику в городе Лигатне. Там прошло детство Рихарда. Затем, по неизвестным причинам, отец Рихарда переселился в местечко Грива близ города Динабурга (ныне Даугавпилс). Здесь будущий художник учился в немецкой школе (ныне Даугавпилсская средняя школа № 6 имени Райниса), где у него обнаруживается талант художника-рисовальщика. По настоянию директора К. Вальцера и архитектора В. Неумана в 1887 году Рихард отправляется в Санкт-Петербург, чтобы продолжить обучение в Центральном училище технического рисования барона А. Л. Штиглица (позднее Мухинское училище, ныне Санкт-Петербургская государственная художественно-промышленная академия им. А. Л. Штиглица).
Студентом училища Зариньш стал лишь спустя год. Он учился у В. В. Матэ. С отличием окончив в мае 1895 года училище по классу гравюры на дереве и офорту, Рихард получил право на стипендию и трёхгодичную командировку в страны Западной Европы для повышения мастерства. Изучал искусство гравюры и литографии в частных гравёрных мастерских А. Цика, Р. Зайтца и М. Дазио в Мюнхене в 1896 году, искусство офорта в мастерской В. Унгера в Вене в 1897—1898 годах. В 1899 году побывал в Париже и Риме.
В 1889 году Рихард вернулся в Россию. С 1899 и до осени 1919 года он работал в Экспедиции заготовления государственных бумаг (ЭЗГБ) в Санкт-Петербурге. Начав карьеру на должности учёного-рисовальщика, стал художественным директором ЭЗГБ. С 1912 до осени 1918 года, являясь заведующим художественного отдела, он полностью отвечал за качество оформления всех изделий вплоть до денежных ассигнаций.
С 1912 года работу в ЭЗГБ Рихард Зариньш совмещал с преподаванием в Высших художественных мастерских (ВХМ) Риги. В мае 1919 года по приглашению правительства Латвии художник переехал в Ригу, чтобы принять руководство ВХМ. В том же году мастерские были преобразованы в Латвийскую академию художеств. Р. Зариньш создал в ней национальную школу графики, руководил кафедрой, в 1934 году получил учёное звание профессора. С 1920 по 1934 годы Р. Зариньш руководил Рижской государственной типографией.
Рихард Зариньш собрал образцы латышского народного орнамента, объездив всю Латвию. По заданию этнографического отдела Русского музея сформировал коллекции одежды, украшений, предметов культуры и быта начала и середины XIX века из многих округов Видземе и Курземе и по праву считается основателем собрания по этнографии латышей.
Вместе с другим известным латышским художником Ю. Мадерниеком Рихард Зариньш учреждал первые частные художественные школы и курсы, устраивал художественно-ремесленные выставки, инициировал создание коллекций произведений народного искусства в музеях Латвии.
Умер Рихард Зариньш 21 апреля 1939 года. Похоронен на Лесном кладбище в Риге.

Герб Латвии, автором которого был Зариньш (1921)

## Творчество

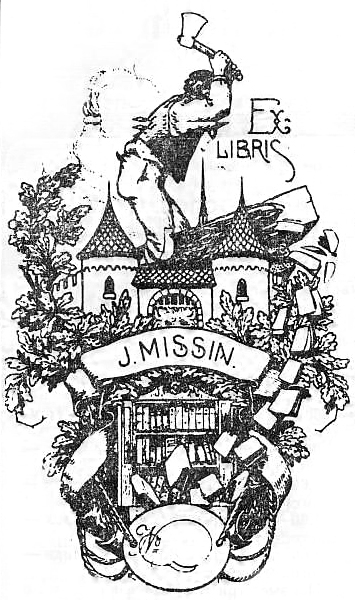
Один из экслибрисов Р. Зариньша

Р. Г. Зариньш иллюстрировал книги, делал рисунки для журналов, плакаты, рисунки для почтовых марок, пригласительных билетов, эскизы денежных знаков, акций, а также офорты (в основном на фольклорные и исторические темы), рисунки, цветные литографии, акварели. Он считается первым в Латвии мастером офорта, литографии и прикладной графики.
Р. Зариньш является основоположником латвийского книжного знака. Первый экслибрис он выполнил в 1897 году для будущей супруги Евы. Художник создал около 75 экслибрисов, в том числе, три книжных знака для ЭЗГБ в 1905 и 1918 годах. В 1920-е —1930-е годы Зариньш опубликовал образцы народных орнаментов в известной серии «Латышский орнамент». В 1921 году он разработал дизайн государственного герба Латвии, а в 1925 году—окончательный эскиз герба Риги.

### Почтовые марки

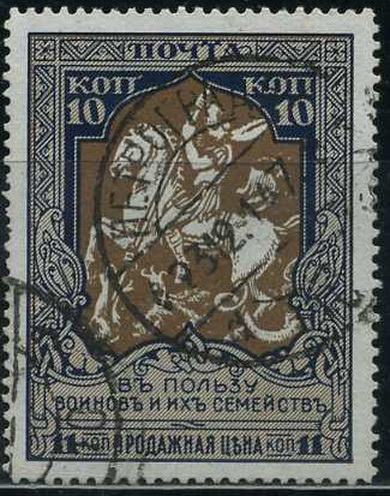
Марка России «Святой Георгий Победоносец» из серии «В пользу воинов и их семейств», 1914(Sc #B8)

Из-под руки Рихарда Зариньша вышли рисунки многих российских марок, среди которых марки благотворительного выпуска 1905 года «В пользу сирот воинов действующей армии». Р. Зариньш был автором трёх марок из этой серии, номиналами в 5, 7 и 10 копеек. Зариньш также является автором стандартных марок 1906 года номиналом в 5 и 10 рублей, серии марок 1909—1911 годов. В 1913 году вместе с И. Я. Билибиным и Е. Е. Лансере Р. Зариньш участвовал в создании юбилейного выпуска, посвящённого 300-летию дома Романовых. Он — автор рисунков пяти марок (2, 3, 10, 20 копеек и 5 рублей). В ноябре 1914 года состоялся первый выпуск марок из серии «В пользу воинов и их семейств», автором рисунка которых был Р. Зариньш. Позднее, в 1915—1916 годах, был осуществлён дополнительный выпуск этой серии.
Р. Зариньш стал автором первых революционных марок Советской России «Освобождённая Россия», или «Рука с мечом, разрубающим цепь» (ЦФА [АО «Марка»] № 1 и 2).
В ноябре 1922 года эскизы, поданные Р. Зариньшем на конкурс «Четыре способа отправления» в 1914 году, были использованы для почтово-благотворительного выпуска «В помощь населению, пострадавшему от неурожая» (ЦФА [АО «Марка»] № 50—53).
Кроме того, орнаментальная рамка по эскизу Р. Зариньша использована в выпуске СССР «Первая годовщина со дня смерти В. И. Ленина» 1925 года, основным художником которого был В. Завьялов (ЦФА [АО «Марка»] № 212—215).
Долгое время считалось, что на счету Зариньша также подготовка рисунков для марки первого пропагандистского выпуска Белорусской Народной Республики (1920). Однако это не соответствует действительности, и Зариньш не имел никакого отношения к дизайну, что подтверждается историческими документами.
После переезда в Ригу Р. Зариньш много работал над рисунками латвийских почтовых миниатюр. Из созданных им 28 оригинальных почтовых марок Латвии выпущено 82 знака почтовой оплаты различных номиналов.

### Деньги
Зариньшу принадлежит дизайн ряда российских и латвийских банкнот, а также нескольких латвийских монет. Работая в Санкт-Петербурге, он исполнил денежные знаки России достоинством в 1, 3, 5, 10, 25 рублей, а также лицевую и оборотную стороны кредитных билетов номиналом в 100 рублей («катенька») 1910 года и номиналом 500 рублей 1912 года.

Примеры почтовых марок, выполненных Рихардом Зариньшем
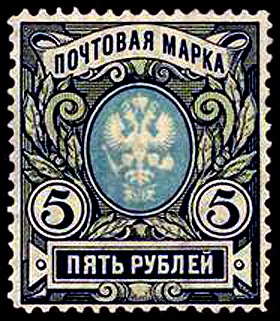
Стандартная марка Российской империи. Шестнадцатый выпуск, 1906, 5 рублей
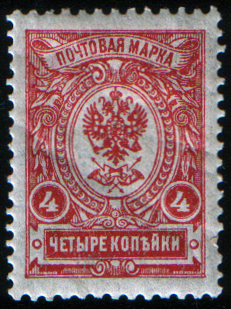
Стандартная марка Российской империи. Семнадцатый выпуск, 1909, 4 копейки
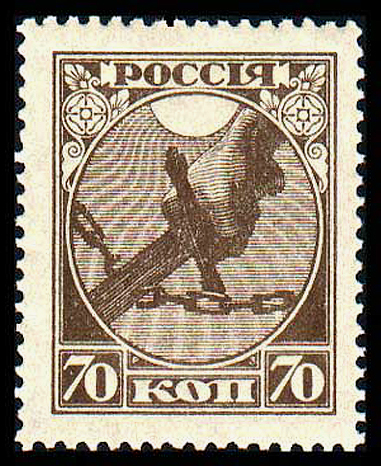
Марка первого выпуска РСФСР, 1918, 70 копеек (ЦФА [АО «Марка»] № 2)

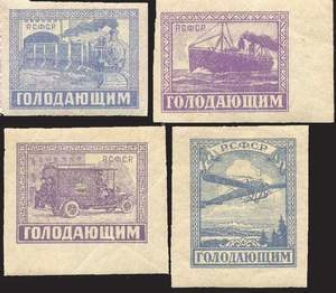
Почтово-благотворительный выпуск РСФСР «В помощь населению, пострадавшему от неурожая», серия из 4 марок, 1922 (ЦФА [АО «Марка»] № 50—53)
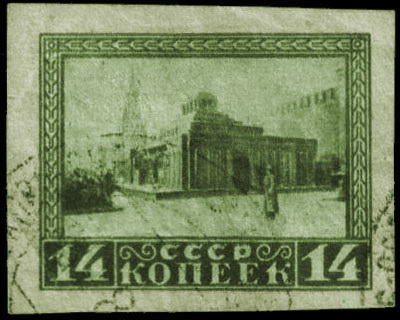
Марка СССР «Мавзолей В. И. Ленина» работы В. В. Завьялова, орнаментальная рамка по эскизу Р. Зариньша, 1925 (ЦФА [АО «Марка»] № 212)

Примеры денег, подготовленных Рихардом Зариньшем
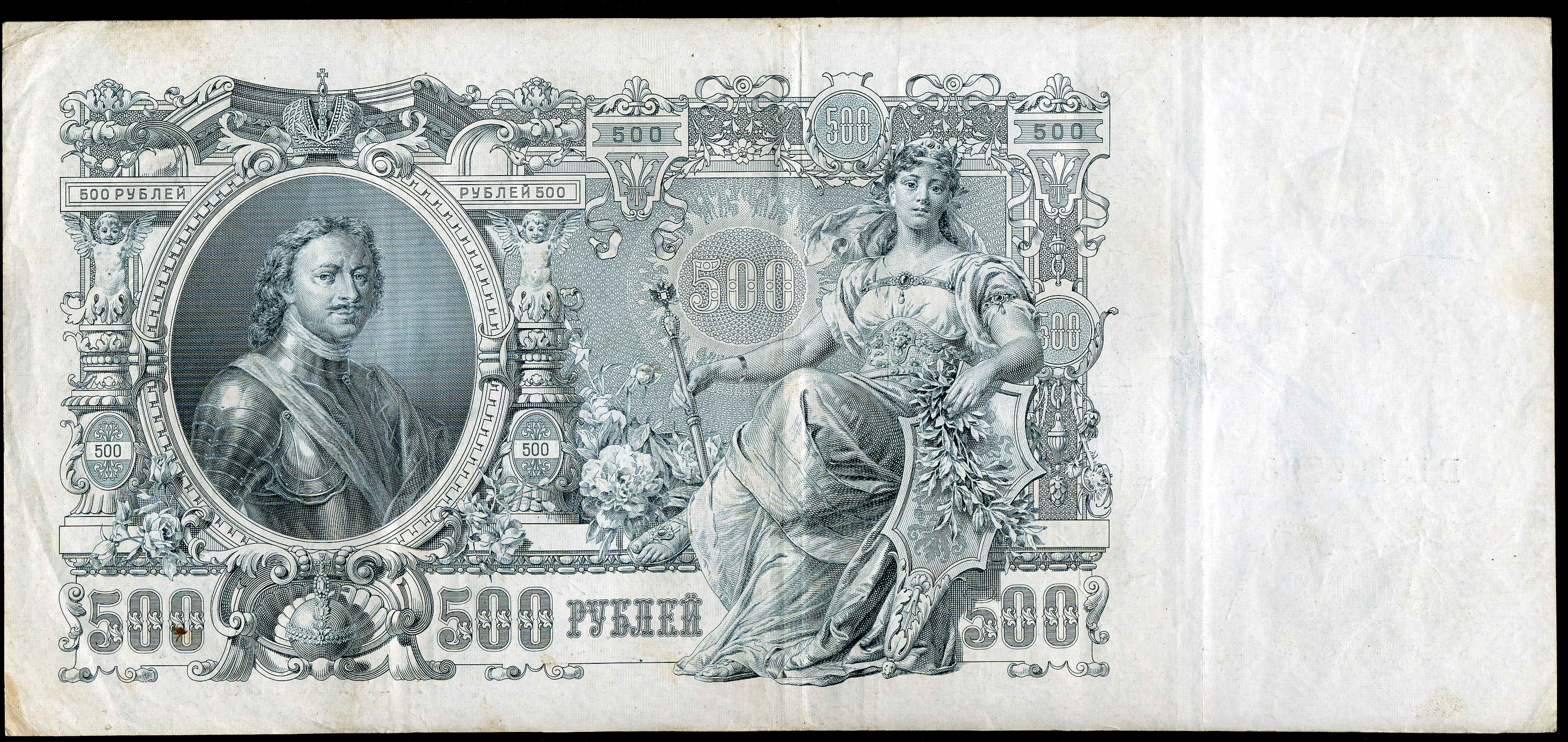
Кредитный билет Российской империи, 500 рублей, 1912, лицевая сторона
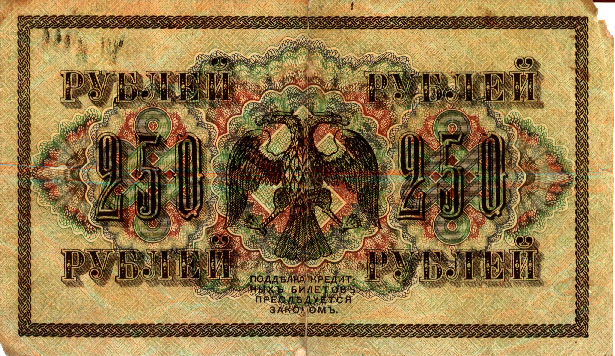
250-рублёвая банкнота, выпущенная Временным правительством в 1917 году
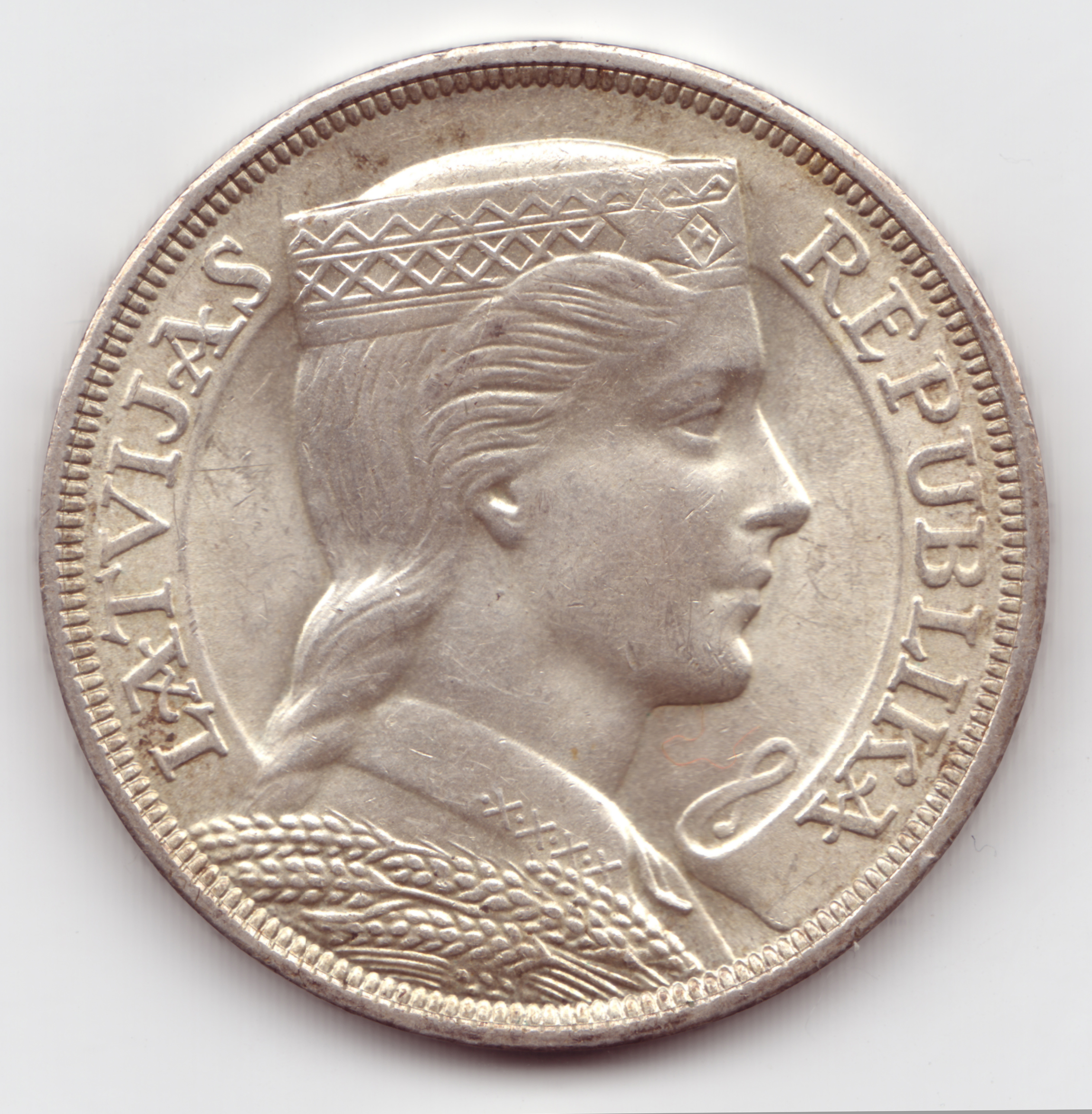
Латвийская монета в 5 латов, 1932

## Память
- В знак признания заслуг Рихарда Зариньша и в связи со столетием со дня рождения в 1969 году в Риге была проведена памятная выставка, выпущен каталог.
- В конце февраля 2001 года в Издательско-торговом центре «Марка» были подведены итоги конкурса «10 лучших марок России XX века». В нём приняли участие филателисты из 48 регионов России. Лучшей отечественной маркой столетия была признана марка, автором которой был Р. Зариньш, «Святой Георгий Победоносец» из серии 1914 года «В пользу воинов и их семейств».